# Sever the Wicked Hand
Sever the Wicked Hand è il nono album in studio del gruppo musicale sludge metal Crowbar, pubblicato l'8 febbraio 2011.

## Tracce
1. Isolation (Desperation) – 3:59
2. Sever the Wicked Hand – 3:15
3. Liquid Sky and Cold Black Earth – 6:24
4. Let Me Mourn – 4:50
5. The Cemetery Angels – 4:01
6. As I Become One – 4:55
7. A Farewell to Misery – 3:43
8. Protectors of the Shrine – 3:28
9. I Only Deal in Truth – 3:20
10. Echo an Eternity – 5:03
11. Cleanse Me, Heal Me – 3:42
12. Symbiosis – 5:05

## Formazione
- Kirk Windstein - voce e chitarra
- Matt Brunson - chitarra
- Pat Bruders - basso
- Tommy Buckley - batteria